# ۱۳۴۲ (میلادی)
۱۳۴۲ (میلادی) هزار و سیصد و چهل و دومین سال تقویم میلادی است.

## درگذشتگان
‎